# Championnat de Géorgie de football
Le championnat de Géorgie de football (Umaglesi Liga) (géorgien : უმაღლესი  ლიგა) est une compétition annuelle de football  disputée entre les clubs géorgiens. Cette compétition a été créée en 1927, elle existe sous cette forme depuis l'indépendance du pays en 1990.

## Palmarès

### Période soviétique (1927-1989)
- 1927 : Batoumi XI
- 1928 : Tbilissi XI
- 1929-1935 : Non disputé
- 1936 : ZII Tbilissi
- 1937 : Lokomotiv Tbilissi
- 1938 : Dinamo Batoumi
- 1939 : Nauka Tbilisi
- 1940 : Dinamo Batoumi
- 1941-1942 : Non disputé
- 1943 : ODKA Tbilisi
- 1944 : Non disputé
- 1945 : Lokomotiv Tbilissi
- 1946 : Dinamo Koutaïssi
- 1947 : Dinamo Soukhoumi
- 1948 : Dinamo Soukhoumi
- 1949 : Torpedo Koutaïssi
- 1950 : TODO Tbilissi
- 1951 : TODO Tbilissi
- 1952 : TTU Tbilissi
- 1953 : TTU Tbilissi
- 1954 : TTU Tbilissi
- 1955 : Dinamo Koutaïssi
- 1956 : Lokomotiv Tbilissi
- 1957 : TTU Tbilissi
- 1958 : TTU Tbilissi
- 1959 : Metallurg Rustavi
- 1960 : Imereti Koutaïssi
- 1961 : Guria Lanchuti
- 1962 : Imereti Koutaïssi
- 1963 : Imereti Koutaïssi
- 1964 : IngurGES Zugdidi
- 1965 : Tolia Tbilisi
- 1966 : Guria Lantchkhouti
- 1967 : Mertskhali Makharadze
- 1968 : SKA Tbilissi
- 1969 : Sulori Vani
- 1970 : SKIF Tbilissi
- 1971 : Guria Lantchkhouti
- 1972 : Lokomotiv Samtredia
- 1973 : Dinamo Zugdidi
- 1974 : Metallurg Rustavi
- 1975 : Magaroeli Chiatura
- 1976 : SKIF Tbilissi
- 1977 : Mziuri Gali
- 1978 : Kolheti Poti
- 1979 : Metallurg Rustavi
- 1980 : Meshakhte Tkibuli
- 1981 : Meshakhte Tkibuli
- 1982 : Mertskhali Makharadze
- 1983 : FC Samgurali Tskhaltoubo
- 1984 : Metallurg Rustavi
- 1985 : Shadrevani-83 Tshaltubo
- 1986 : Shevardeni Tbilissi
- 1987 : Marchali Macharadze
- 1988 : Kolheti Poti
- 1989 : Shadrevani-83 Tshaltubo

### Depuis l'indépendance
| Saison    | Clubs | Champion                   | Vice-champion                 | Meilleur(s) buteur(s) |
| --------- | ----- | -------------------------- | ----------------------------- | --- |
| 1990      | 18    | Iberia Tbilissi            | Georgia Omuran                | Gia Guruli (Ibera Tbilissi, 23 buts) Mamuka Pantsulaia (Gorda Roustavi, 23 buts)                                           |
| 1991      | 20    | Iberia Tbilissi (2)        | Guria Lantchkhouti            | Otar Korgalidze (Guria Lanchkhuti, 14 buts)                                                                                |
| 1991-1992 | 20    | Iberia-Dinamo Tbilissi (3) | Tskhumi Soukhoumi             | Otar Korgalidze (Guria Lanchkhuti, 40 buts)                                                                                |
| 1992-1993 | 17    | Dinamo Tbilissi (4)        | Shevardeni-1906 Tbilissi (en) | Merab Megreladze (Samgurali Tskhaltubo, 41 buts)                                                                           |
| 1993-1994 | 19    | Dinamo Tbilissi (5)        | Kolkheti 1913 Poti            | Merab Megreladze (Margveti Zestafoni, 31 buts)                                                                             |
| 1994-1995 | 16    | Dinamo Tbilissi (6)        | FC Samtredia                  | Georgi Daraselia (Kolkheti Poti, 26 buts)                                                                                  |
| 1995-1996 | 16    | Dinamo Tbilissi (7)        | Margveti Zestafoni (en)       | Zviad Endeladze (Margveti Zestafoni, 40 buts)                                                                              |
| 1996-1997 | 16    | Dinamo Tbilissi (8)        | Kolkheti 1913 Poti            | Georgi Demetradze (Dinamo Batoumi, 26 buts) David Ujmajuridze (Dinamo Batoumi, 26 buts)                                    |
| 1997-1998 | 16    | Dinamo Tbilissi (9)        | Dinamo Batoumi                | Levan Khomeriki (Dinamo Tbilissi, 23 buts)                                                                                 |
| 1998-1999 | 16    | Dinamo Tbilissi (10)       | Torpedo Koutaïssi             | Mikhaïl Ashvetia (Dinamo Tbilissi, 26 buts)                                                                                |
| 1999-2000 | 16    | Torpedo Koutaïssi          | WIT Georgia Tbilissi          | Zurab Ionanidze (Torpedo Koutaïssi, 24 buts)                                                                               |
| 2000-2001 | 12    | Torpedo Koutaïssi (2)      | Lokomotiv Tbilissi            | Zaza Zirakishvili (Dinamo Tbilissi, 21 buts)                                                                               |
| 2001-2002 | 12    | Torpedo Koutaïssi (3)      | Lokomotiv Tbilissi            | Suliko Davitashvili (Lokomotiv Tbilissi/Merani-91 Tbilissi, 18 buts)                                                       |
| 2002-2003 | 12    | Dinamo Tbilissi (11)       | Torpedo Koutaïssi             | Zurab Ionanidze (Torpedo Koutaïssi, 26 buts)                                                                               |
| 2003-2004 | 12    | WIT Georgia Tbilissi       | Sioni Bolnissi                | Suliko Davitashvili (Torpedo Koutaïssi, 20 buts)                                                                           |
| 2004-2005 | 10    | Dinamo Tbilissi (12)       | Torpedo Koutaïssi             | Levani Melkadze (Dinamo Tbilissi, 27 buts)                                                                                 |
| 2005-2006 | 16    | Sioni Bolnissi             | WIT Georgia Tbilissi          | Jaba Dvali (Dinamo Tbilissi, 21 buts)                                                                                      |
| 2006-2007 | 14    | Olimpi Roustavi            | Dinamo Tbilissi               | Sandro Iashvili (Dinamo Tbilissi, 27 buts)                                                                                 |
| 2007-2008 | 14    | Dinamo Tbilissi (13)       | WIT Georgia Tbilissi          | Mikheil Khutsishvili (Dinamo Tbilissi, 16 buts)                                                                            |
| 2008-2009 | 11    | WIT Georgia Tbilissi (2)   | Dinamo Tbilissi               | Nikoloz Gelashvili (FC Zestafoni, 20 buts)                                                                                 |
| 2009-2010 | 10    | Olimpi Roustavi (2)        | Dinamo Tbilissi               | Anderson Aquino (FC Metalurgi Rustavi, 26 buts)                                                                            |
| 2010-2011 | 10    | FC Zestafoni               | Dinamo Tbilissi               | Nikoloz Gelashvili (FC Zestafoni, 18 buts)                                                                                 |
| 2011-2012 | 12    | FC Zestafoni (2)           | Metalurgi Roustavi            | Jaba Dvali (FC Zestafoni, 20 buts)                                                                                         |
| 2012-2013 | 12    | Dinamo Tbilissi (14)       | Dila Gori                     | Xisco (Dinamo Tbilissi, 24 buts)                                                                                           |
| 2013-2014 | 12    | Dinamo Tbilissi (15)       | FC Zestafoni                  | Xisco (Dinamo Tbilissi, 19 buts)                                                                                           |
| 2014-2015 | 16    | Dila Gori                  | Dinamo Batoumi                | Irakli Modebadze (Dila Gori, 16 buts)                                                                                      |
| 2015-2016 | 16    | Dinamo Tbilissi (16)       | FC Samtredia                  | Giorgi Kvilitaia (Dinamo Tbilissi, 24 buts)                                                                                |
| 2016      | 14    | FC Samtredia               | Chikhura Satchkhere           | Budu Zivzivadze (FC Samtredia, 11 buts)                                                                                    |
| 2017      | 10    | Torpedo Koutaïssi (4)      | Dinamo Tbilissi               | Irakli Sikharulidze (Lokomotiv Tbilissi, 25 buts)                                                                          |
| 2018      | 10    | Saburtalo Tbilissi         | Dinamo Tbilissi               | Giorgi Gabedava (Chikhura Satchkhere, 22 buts) Budu Zivzivadze (Dinamo Tbilissi, 22 buts)                                  |
| 2019      | 10    | Dinamo Tbilissi (17)       | Dinamo Batoumi                | Levan Kutalia (Dinamo Tbilissi, 20 buts)                                                                                   |
| 2020      | 10    | Dinamo Tbilissi (18)       | Dinamo Batoumi                | Mykola Kovtalyuk (Dila Gori, 10 buts)                                                                                      |
| 2021      | 10    | Dinamo Batoumi             | Dinamo Tbilissi               | Zoran Marušić (en) (Dinamo Tbilissi, 16 buts)                                                                              |
| 2022      | 10    | Dinamo Tbilissi (19)       | Dinamo Batoumi                | Flamarion (en) (Dinamo Batoumi, 19 buts)                                                                                   |
| 2023      | 10    | Dinamo Batoumi (2)         | Dinamo Tbilissi               | Zoran Marušić (en) (Dinamo Tbilissi, 17 buts) Zurab Museliani (FC Gagra, 17 buts) Flamarion (en) (Dinamo Batoumi, 17 buts) |
| 2024      | 10    | FC Iberia 1999 (2)         | Torpedo Koutaïssi             | Bjørn Johnsen (Torpedo Koutaïssi, 23 buts)                                                                                 |

### Bilan par club
| Club                          | Champion | Vice-champion | Édition(s) remportée(s) |
| ----------------------------- | -------- | ------------- | --- |
| Dinamo Tbilissi               | 19       | 8             | 1990, 1991, 1991-1992, 1992-1993, 1993-1994, 1994-1995, 1995-1996, 1996-1997, 1997-1998, 1998-1999, 2002-2003, 2004-2005, 2007-2008, 2012-2013, 2013-2014, 2015-2016, 2019, 2020, 2022 |
| Torpedo Koutaïssi             | 4        | 4             | 1999-2000, 2000-2001, 2001-2002, 2017 |
| Dinamo Batoumi                | 2        | 5             | 2021,2023 |
| WIT Georgia Tbilissi          | 2        | 3             | 2003-2004, 2008-2009 |
| FC Roustavi                   | 2        | 1             | 2006-2007, 2009-2010 |
| FC Zestafoni                  | 2        | 1             | 2010-2011, 2011-2012 |
| FC Iberia 1999                | 2        | –             | 2018, 2024 |
| FC Samtredia                  | 1        | 2             | 2016 |
| Sioni Bolnissi                | 1        | 1             | 2005-2006 |
| Dila Gori                     | 1        | 1             | 2014-2015 |
| Guria Lantchkhouti            | –        | 2             | |
| Kolkheti 1913 Poti            | –        | 2             | |
| Lokomotiv Tbilissi            | –        | 2             | |
| Tskhumi Soukhoumi             | –        | 1             | |
| Shevardeni-1906 Tbilissi (en) | –        | 1             | |
| Chikhura Satchkhere           | –        | 1             | |

## Compétitions européennes

### Classement du championnat
Le tableau ci-dessous récapitule le classement de la Géorgie au coefficient UEFA depuis 1994. Ce coefficient par nation est utilisé pour attribuer à chaque pays un nombre de places pour les compétitions européennes ainsi que les tours auxquels les clubs doivent entrer dans la compétition.
| 1994 | 1995 | 1996 | 1997 | 1998 | 1999 | 2000 | 2001 | 2002 | 2003 | 2004 | 2005 | 2006 | 2007 | 2008 | 2009 | 2010 | 2011 | 2012 | 2013 | 2014 | 2015 | 2016 | 2017 | 2018 | 2019 | 2020 | 2021 | 2022 | 2023 | 2024 | 2025 |
| ---- | ---- | ---- | ---- | ---- | ---- | ---- | ---- | ---- | ---- | ---- | ---- | ---- | ---- | ---- | ---- | ---- | ---- | ---- | ---- | ---- | ---- | ---- | ---- | ---- | ---- | ---- | ---- | ---- | ---- | ---- | ---- |
| 36   | 25   | 29   | 26   | 24   | 26   | 30   | 30   | 32   | 33   | 34   | 34   | 34   | 36   | 38   | 38   | 37   | 36   | 31   | 31   | 33   | 34   | 36   | 40   | 45   | 47   | 44   | 43   | 47   | 46   | 46   | 50   |

Le tableau suivant affiche le coefficient actuel du championnat géorgien.
| Rang | Pays              | 2020-2021 | 2021-2022 | 2022-2023 | 2023-2024 | 2024-2025 | Coefficient |
| ---- | ----------------- | --------- | --------- | --------- | --------- | --------- | ----------- |
| 48   | Luxembourg        | 1,000     | 1,250     | 1,125     | 2,250     | 1,250     | 6,875       |
| 49   | Pays de Galles    | 1,500     | 1,500     | 1,166     | 0,625     | 2,000     | 6,791       |
| 50   | Géorgie           | 1,750     | 1,250     | 1,125     | 1,250     | 1,250     | 6,625       |
| 51   | Macédoine du Nord | 1,750     | 0,625     | 1,625     | 1,500     | 0,666     | 6,166       |
| 52   | Biélorussie       | 1,500     | 0,250     | 0,625     | 1,750     | 1,875     | 6,000       |

### Coefficient des clubs
| Rang | Club               | 2020-2021 | 2021-2022 | 2022-2023 | 2023-2024 | 2024-2025 | Coefficient |
| ---- | ------------------ | --------- | --------- | --------- | --------- | --------- | ----------- |
| 218  | Dinamo Batoumi     | 1,000     | 2,000     | 1,500     | 1,000     | 1,500     | 7,000       |
| 220  | Dinamo Tbilissi    | 2,000     | 1,500     | 1,000     | 1,500     | 1,000     | 7,000       |
| 307  | FC Iberia 1999     | 1,000     | -         | 1,500     | -         | 2,000     | 4,500       |
| 328  | FC Dila Gori       | -         | 1,000     | 1,000     | 2,000     | -         | 4,000       |
| 350  | Torpedo Koutaïssi  | -         | -         | -         | 1,500     | 1,500     | 3,000       |
| 392  | Lokomotiv Tbilissi | 2,000     | -         | -         | -         | -         | 2,000       |